# El Ronquillo
El Ronquillo er en by og kommune i det sydlige Spanien i provinsen Sevilla. Den har et indbyggertal på 1.439 (2024) indbyggere.